# 曼亞拉區
曼亞拉區是坦桑尼亞的26行政區之一，位於該國東北部，首府巴巴蒂，北面是阿魯沙區，東北面是乞力馬扎羅區，東臨坦噶區，南接多多馬區，西南面是辛吉達區，西北面是欣延加區，2002年人口1,040,461。
1. ↑   (PDF). Office of the Prime Minister, Regional Administration and Local Government.   [2023-02-12]. （原始内容存档 (PDF)于2024-04-09）.